# Muisca

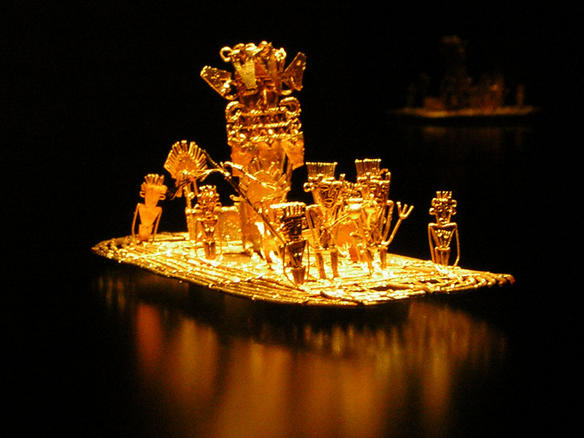
Lo Zipa soleva ricoprirsi il corpo con oro, e dalla sua zattera offriva tesori alla dea Guatavita nel mezzo del lago sacro. Questa antica tradizione dei Muisca originò la leggenda dell'El Dorado.

Muisca è il nome associato a una civiltà di cultura chibcha che formava la confederazione muisca incontrata dagli spagnoli nell'attuale Colombia centrale, nel 1537. I Muisca comprendevano due confederazioni, la Hunza, il cui governatore era lo zaque, e la Bacatá, che come governatore aveva lo zipa. Le due divisioni si trovavano nella zona corrispondente all'attuale Cundinamarca e Boyacá, nell'area centrale della cordigliera orientale colombiana.
Il territorio dei Muisca si estendeva su un'area di circa 46 972 km² (leggermente più grande della Svizzera), dalla zona settentrionale di Boyacá fino al Sumapaz Páramo, e dalle cime della cordigliera orientale fino alla Valle Magdalena. Confinava con i territori delle tribù Panche e Pijao.
Durante la conquista spagnola vi erano molti abitanti, il numero preciso è sconosciuto. Le lingue parlate erano chibcha, muysca e mosca, che appartengono alla famiglia linguistica chibcha-paezana. L'economia si basava sull'agricoltura, la metallurgia e la manifattura.

## Storia dei Muisca

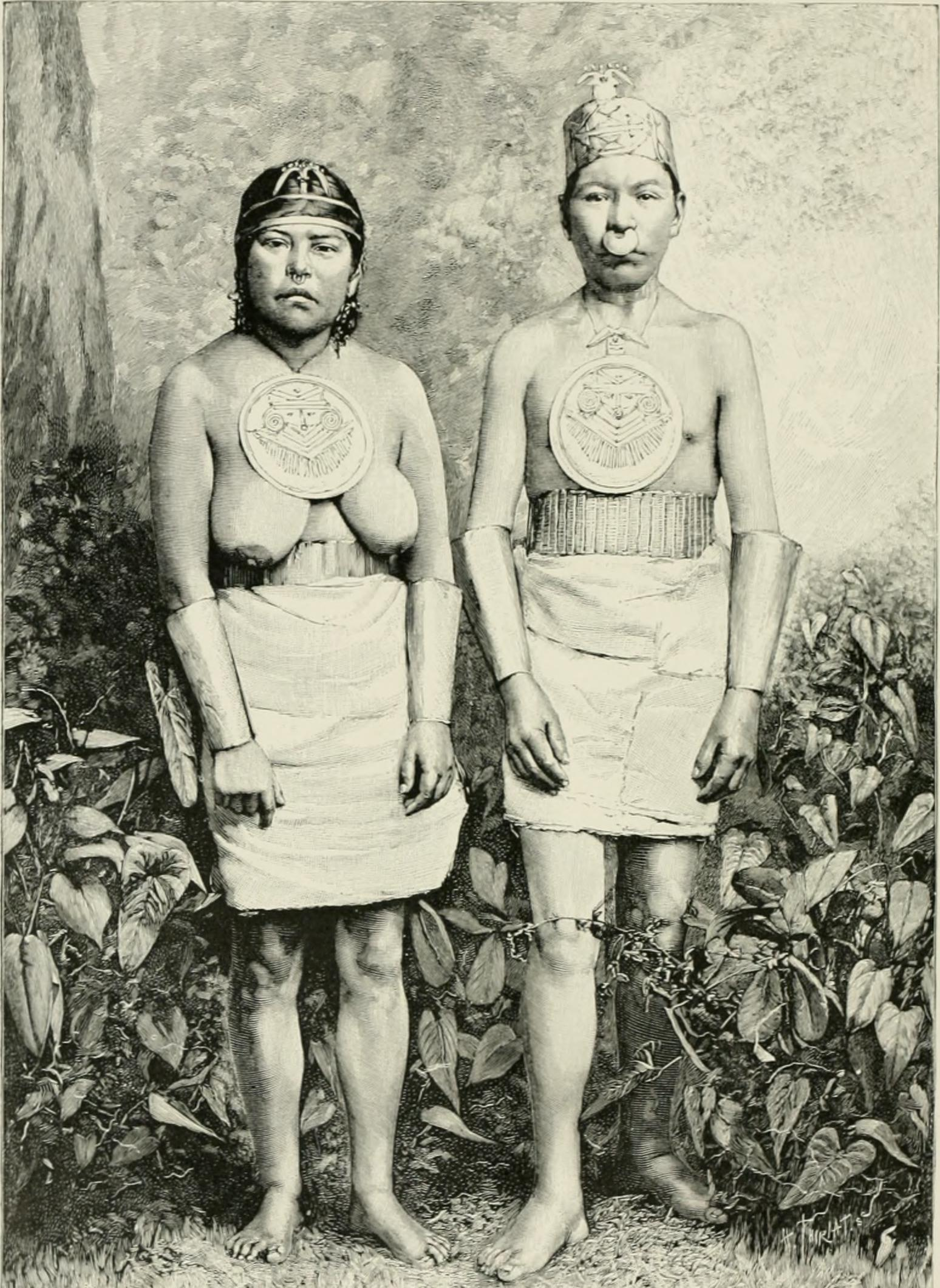
Muisca.

Fino al 1450 gli eventi sono riportati in un contesto mitologico, ma grazie al lavoro dei cronisti delle Indie Occidentali è possibile conoscere le ultime fasi della storia dei Muisca, prima che i conquistadores spagnoli giungessero presso il loro territorio.

### Prima dei Muisca
Gli scavi negli altopiani di Cundinamarca e Boyacá evidenziano che vi fu presenza di attività umana fin dal periodo arcaico, fino all'Olocene. La Colombia possiede anche uno dei siti archeologici più antichi nelle Americhe: El Abra, che risale a circa 13 000 anni fa. Altre tracce archeologiche nella regione dell'altipiano cundiboyacense hanno portato alcuni studiosi a parlare di una cultura di El Abra: a Tibitó vi sono oggetti e artefatti di pietra che risalgono fino al 9740 a.C. Vi sono anche dei resti di scheletri umani risalenti al 5000 a.C.; le analisi svolte hanno dimostrato che le persone della cultura di El Abra facevano parte di una etnia diversa da quella dei Muisca.

### L'era dei Muisca

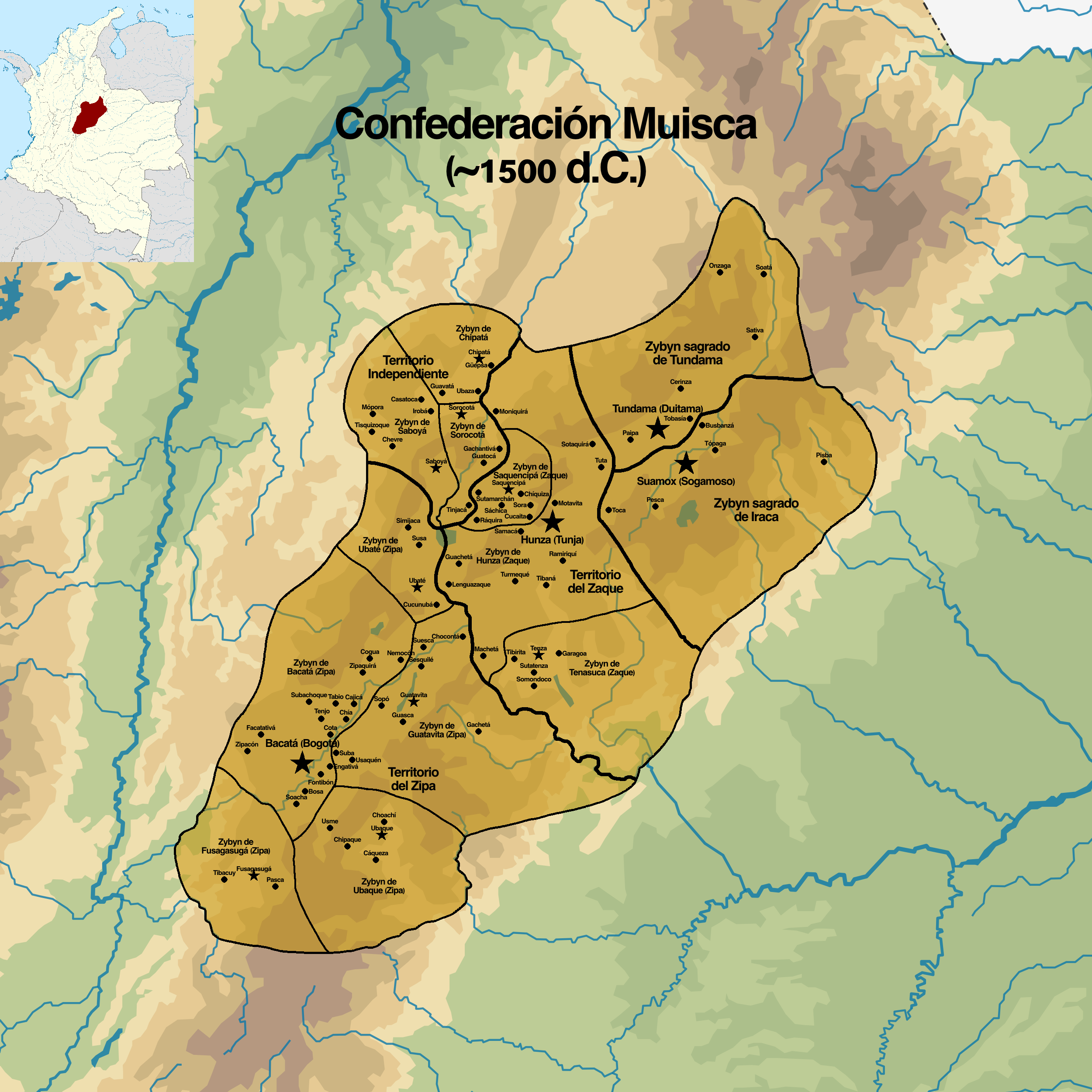
La Confederazione Muisca; pur essendo i regnanti tra di loro alleati non si trattava di un impero, come accadeva invece presso gli aztechi o gli inca

Gli studiosi sono d'accordo sul fatto che il gruppo umano identificato come Muisca migrò dall'Altopiano Cundiboyacense nel periodo compreso tra il 5500 a.C. e il 1000 a.C. Come le altre culture del preclassico americano, i Muisca si trovavano in fase di transizione, con una società di cacciatori che si stava trasformando in società agraria. Dal 1500 a.C. nella regione arrivarono dei gruppi di gente dalle abitudini agricole dalle pianure. A Zipacón vi sono segni che indicano la presenza di agricoltura e oggetti in ceramica sull'insediamento più antico delle colline, risalente al 1270 a.C. Tra il 500 a.C. e l'800 a.C. ci fu una seconda onda migratoria nelle colline. Questo fu il gruppo che rimase nella zona fino all'arrivo degli spagnoli, e che lasciò tracce abbondanti riguardo alla loro cultura, oggetto di studi sin dal XVI secolo. È possibile che la gente muisca integrò gli abitanti antichi. La loro lingua, il chibcha, era molto simile a quella parlata dalla gente della Sierra Nevada de Santa Marta (Cogui, Ijka, Malayo e Kankuamo) e della Sierra Nevada del Cocuy (la gente Tunebo).

### Guerre
Lo zipa saguamanchica fu in guerra costante contro le tribù delle regioni circostanti, come i Sutagos, i Fusagasugaes, e specialmente i Panches che crearono difficoltà anche agli zipa successori, Nemequene e Tisquesusa. Altre minacce giunsero dai Caribe e dallo zaque di Hunza, a causa della disputa sulla possessione delle miniere di sale, una risorsa preziosa per l'economia muisca.

### La conquista spagnola
La rivalità tra zaque e zipa fornì una buona opportunità agli spagnoli di conquistare gran parte del loro territorio. Alcuni di loro, come Sebastián de Belalcázar, Gonzalo Jiménez de Quesada e Nikolaus Federmann, interessati alla strada per raggiungere l'El Dorado, scoprirono le ricche pianure di Cundinamarca e Boyacá. La presenza di questa nuova gente diede speranza a entrambi i governatori, che nel caso di vittoria in una guerra contro gli spagnoli avrebbero potuto consolidare un'unica confederazione.
Gli spagnoli uccisero gli ultimi governatori muisca Sagipa e Aquiminzaque. La reazione dei capi delle tribù non bastò a cambiare il destino della confederazione. Nel 1542 Gonzalo Suaréz Rendón riuscì a porre fine alla resistenza e i territori della confederazione vennero divisi tra Belalcazar, Federmann e Quesada. In seguito il re spagnolo elesse Quesada come unica persona in carica con il titolo adelantado de los cabildos de Santa Fe y Tunja.

### Gli ultimi sovrani muisca
- Zipa di Bacatá:
  - Meicuchuca (1450-1470)
  - Saguamanchica (1470-1490)
  - Nemequene (1490-1514)
  - Tisquesusa (1514-1537)
  - Sagipa (1537-1538)
- Zaque di Hunza:
  - Michuá (fino al 1490)
  - Quemuenchatocha (1490-1537)
  - Aquiminzaque (1537-1541)

### I Muisca nel regime coloniale

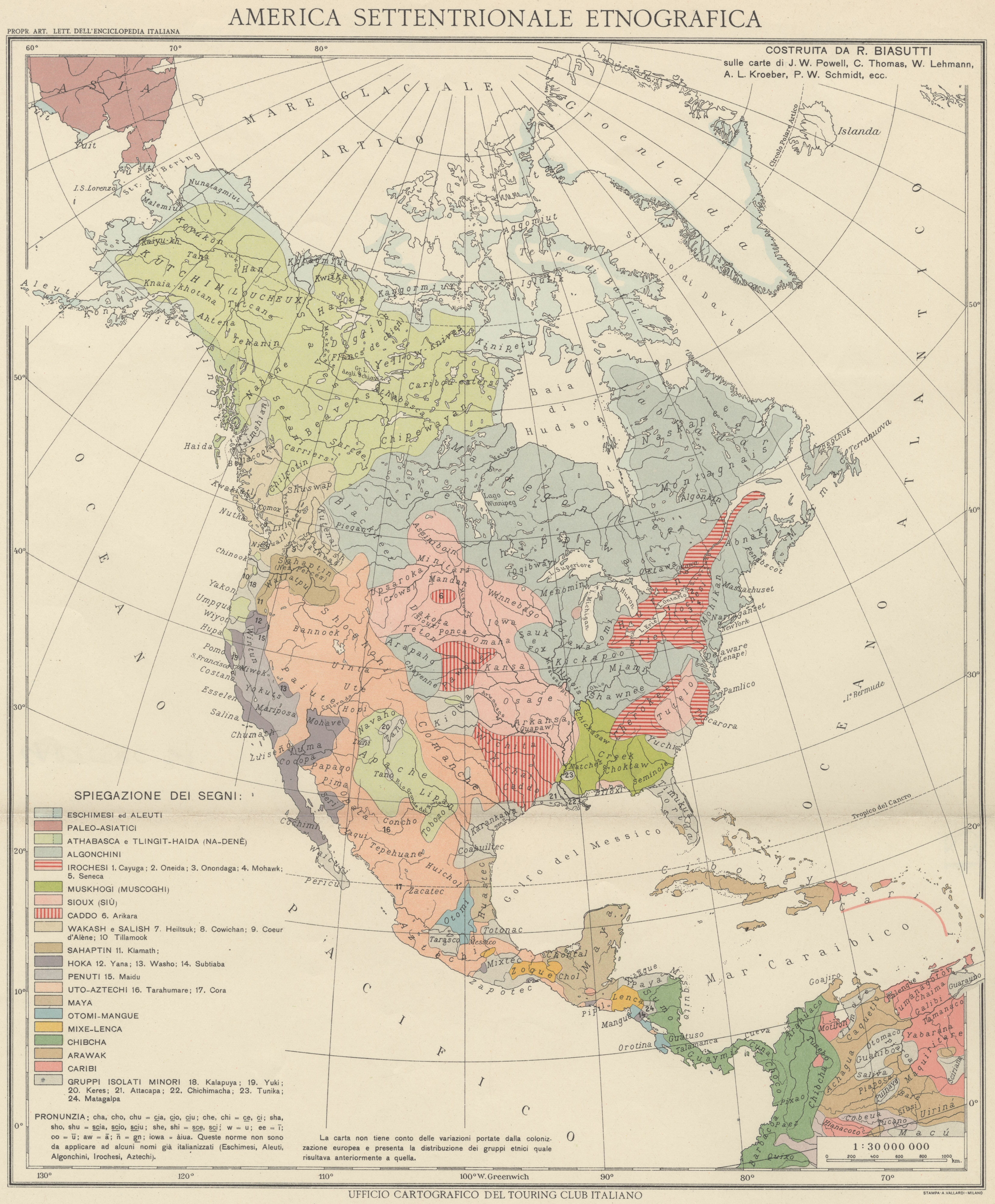
Mappa etnografica del Nord America negli anni 30 del 1900; la distribuzione dei Muisca (Chibcha) è evidenziata in verde scuro

Quando la struttura dei Muisca sparì sotto la conquista spagnola, il territorio dello zipa e dello zaque venne incluso in una nuova divisione politica all'interno della colonia. Il territorio dei Muisca, situato in una pianura fertile delle Ande colombiane, venne scelto dagli spagnoli come centro della nuova regione chiamata Nuovo Regno di Granada. Le classi più importanti, i sacerdoti e la nobiltà dei Muisca vennero cancellate e rimasero solo le capitanias. I terreni migliori vennero assegnati agli spagnoli mentre gli indigeni vennero spostati e obbligati a lavorare la terra per loro nelle encomienda. L'era coloniale contribuì alla crescita di importanza di Santafé, l'antica Bacatá. La guerra di indipendenza della colonia portò alla sua separazione in quattro nazioni (Colombia con Panama, Venezuela ed Ecuador).
Molte informazioni sulla cultura Muisca furono raccolte dagli amministratori spagnoli e da autori quali Pedro de Aguado e Lucas Fernández de Piedrahita.

### XX secolo

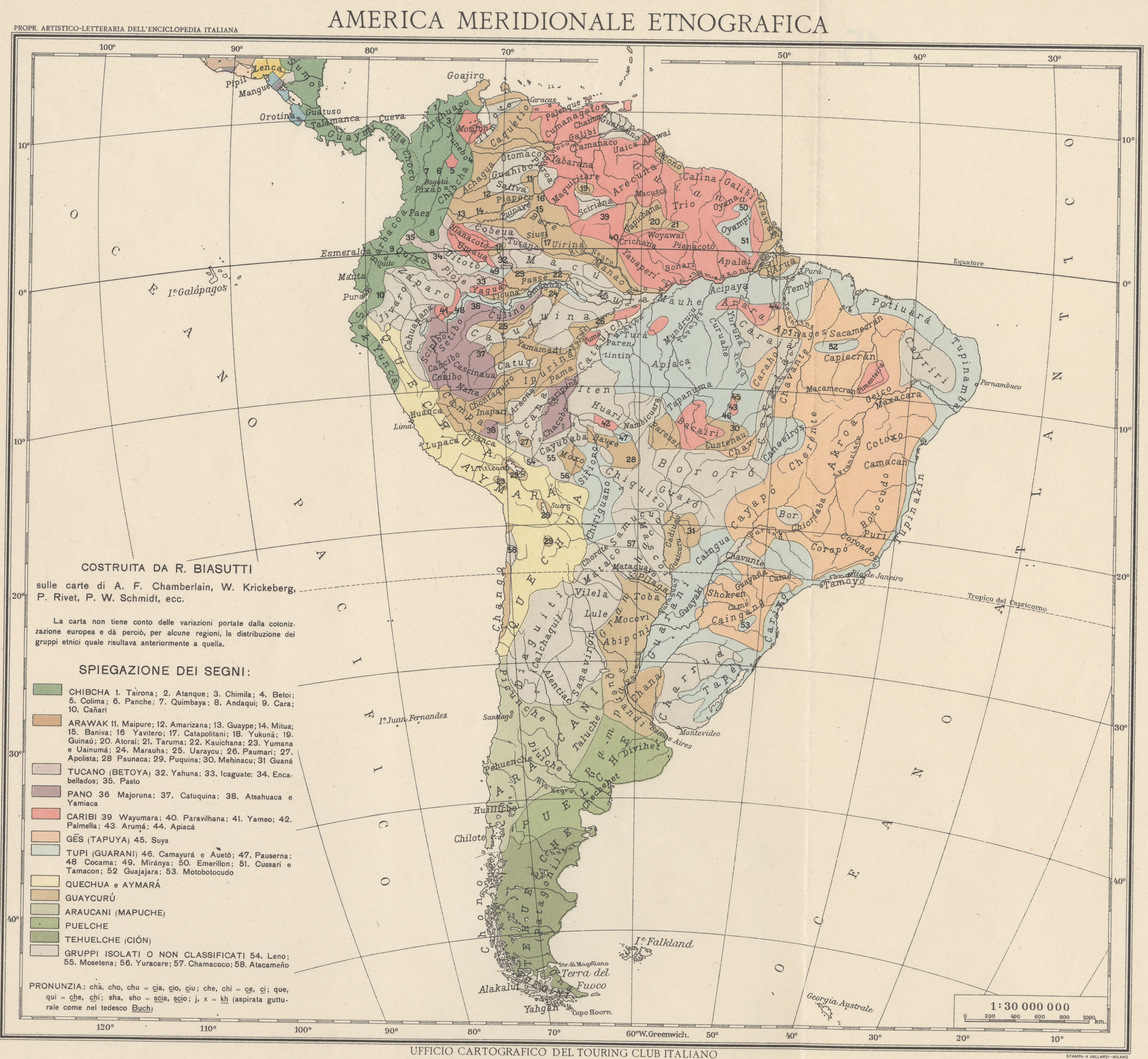
Mappa dei gruppi etnici in Sud America nel 1937. La distribuzione dei Muisca è evidenziata in verde scuro (Chibcha).

Dopo l'indipendenza ottenuta nel 1810 il nuovo Stato creolo decise di dissolvere le riserve indigene. La riserva di Tocancipá venne sciolta nel 1940. lasciandone una sola a Sesquilé, che venne ridotta al 10% dell'estensione iniziale. 
Nel 1948 lo Stato proibì la produzione di chicha, una bevanda alcolica a base di mais. Questo causò dei danni alla cultura e all'economia dei Muisca, in quanto persero una fonte di guadagno e un'importante tradizione. Il bando rimase attivo fino al 1991. Da allora i Muisca celebrano la "Festa del chicha, mais, vita e felicità" ogni anno nel Barrio La Perseverancia.

### XXI secolo
Nel 1989 è iniziato un processo di ricostruzione dei consigli indigeni, attuato dai discendenti dei Muisca. Ad oggi i consigli Muisca sono a Suba, Bosa, Cota, Chía e Sesquilé. Verso la fine del 2006 il censimento della popolazione muisca è stato riportato:
- in 3 consigli, Cota, Chía e Sesquilé, vi sono 2318 persone di etnia muisca.
- nel distretto della Capitale vi sono 5186 persone registrate come appartenenti alla etnia muisca.
- nelle città di Suba e Bosa vi sono 1573 persone.
- nel rapporto non sono incluse le persone di etnia muisca nell'intero territorio della civiltà antica o all'esterno di esso. Nel censimento non sono incluse le persone di sangue misto.

## Organizzazione politica e amministrativa

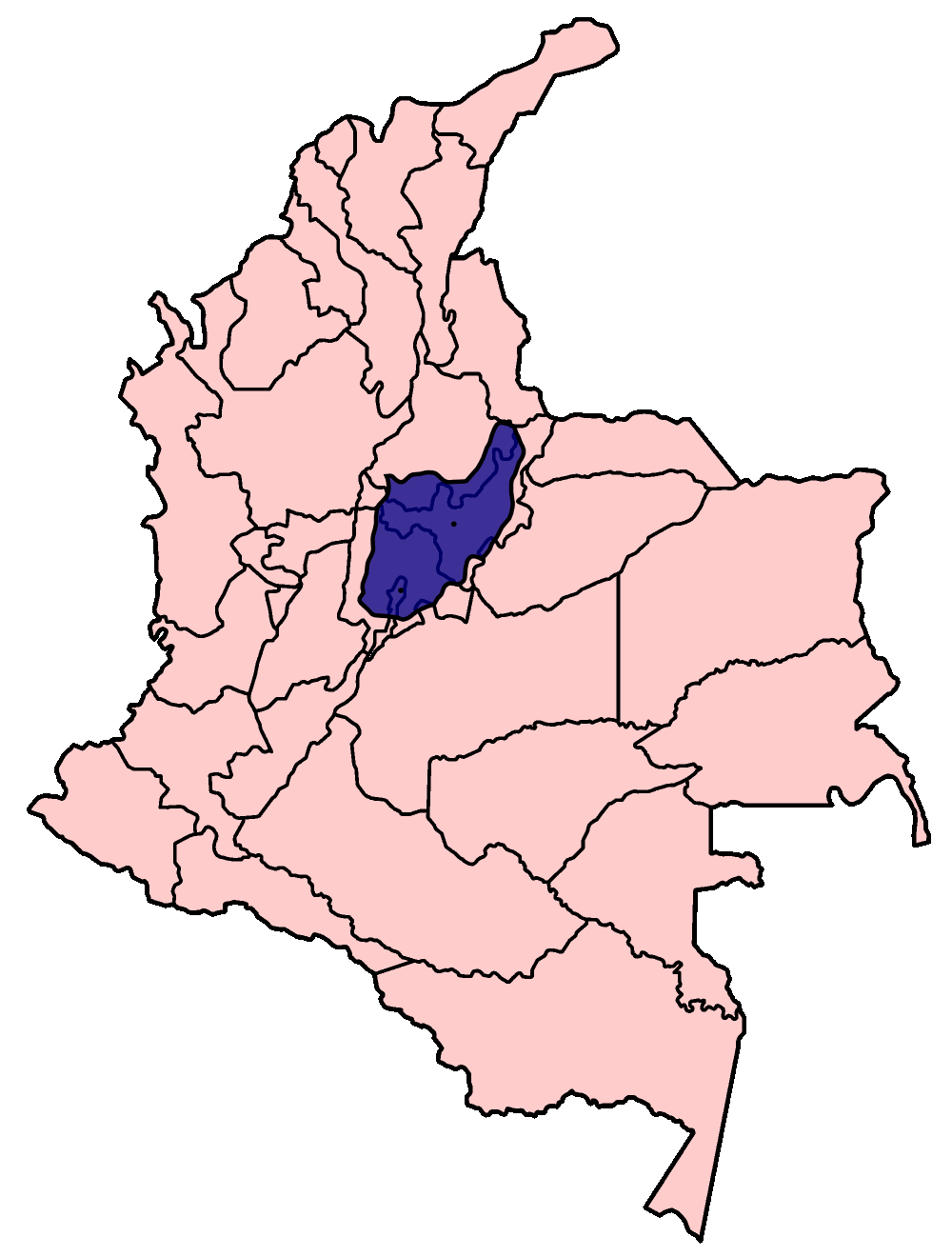
Rappresentazione della confederazione muisca nel territorio della Colombia moderna.

La gente muisca era organizzata in una unione di stati, nei quali ognuno aveva un proprio capo. La confederazione non era una monarchia, poiché non vi era un monarca assoluto, e non era un impero in quanto non dominava altri gruppi etnici o culture. I Muisca non sono quindi confrontabili, come organizzazione politica, alle altre civiltà americane come gli Aztechi o gli Inca.
Ogni tribù all'interno della confederazione era comandata dal proprio capo, detto anche cacique. La tribù aveva una propria autonomia ed era una cellula della confederazione. La maggior parte delle tribù apparteneva allo stesso gruppo etnico Muisca, condividendo la lingua e la cultura. L'esercito, formato dai güeches, era dipendente dallo zipa e dallo zaque.
La confederazione meridionale, comandata dallo zipa, aveva come capitale Bacatá (la Bogotà attuale). Questa politeia ospitava la maggior parte della popolazione e aveva maggiore potere economico. La confederazione settentrionale era comandata dallo zaque, e aveva come capitale Hunza (oggi conosciuta come Tunja). Entrambe le confederazioni avevano relazioni politiche comuni e affinità, ma vi erano comunque rivalità. All'interno vi erano quattro domini: Bacatá, Hunza, Duitama e Sogamoso. Le tribù erano suddivise in capitanías (comandate da un capitano) di due possibili tipi, la grande capitanía (sybyn) e minore capitanía (uta). Lo status di capitano veniva ereditato per via materna.
- Confederazione (zipa e zaque)
  - Sacerdoti (iraca)
    - Dominio (cacique)
      - Capitanía (capitano)
        - Sybyn
          - Uta
- Territori dello zipa (divisi in quattro distretti):

1. Distretto di Bacatá: Teusaquillo, Tenjo, Subachoque, Facatativá, Tabio, Cota, Chía, Usaquén, Engativá, Suba, Sopó, Usme e Zipacón.
2. Distretto di Fusagasugá: Fusagasugá, Pasca e Tibacuy.
3. Distretto di Zipaquirá: Nemocón, Susa, Lenguazaque, Ubaté, Simijaca e Chocontá.
4. Distretto di Gachetá: Gachetá, Guatavita e Suesca.

- Territori dello zaque: Soratá, Ramiriquí, Machetá, Tenza, Tibirito, Lenguazaque e Turmequé.
- Territorio di Tundama: Cerinza, Ocabitá, Onzaga, Ibacucu, Sativa, Tibaná e altri.
- Territorio di Sugamuxi: Bosbanza, Toca, Sogamoso e altri.
- Domini autonomi: Guaneta, Charalá, Chipatá, Tinjacá e altri.

La legislazione muisca era consuetudinaria, cioè, le leggi venivano determinate da costumi già esistenti e approvate dallo zipa o zaque. Questo tipo di legislazione si adattava bene al sistema confederativo che aveva una amministrazione ben organizzata. Le risorse naturali non potevano essere privatizzate; il legname, i laghi, i fiumi, ecc. erano un bene comune.

## Economia
L'organizzazione amministrativa dei Muisca era considerata come una delle più potenti nelle Americhe del post-classico. Quando i conquistadores giunsero nel territorio della confederazione, trovarono uno Stato ricco che stuzzicò le loro ambizioni. I Muisca minavano e scavavano ottenendo i seguenti prodotti:
- smeraldi: anche ai giorni nostri la Colombia è il primo produttore al mondo di smeraldi. Gli smeraldi colombiani che vengono venduti nei mercati internazionali provengono dal territorio dove un tempo risiedeva questa civiltà.
- rame
- carbone: minerale e vegetale. Anche oggi le miniere di carbone ne producono in grande quantità, per esempio una miniera importante è quella di Zipaquirá. La Colombia ha una delle riserve maggiori di carbone sul pianeta.[6]
- sale: estratto dalle miniere di Nemocón, Zipaquirá e Tausa.
- oro: questo metallo prezioso veniva importato, in quantità molto abbondante al punto che divenne uno dei materiali preferiti dai Muisca per creare manufatti. Questi manufatti e la tradizione dello zipa che includeva offerte in oro alla dea Guatavita contribuirono a creare la leggenda di El Dorado.

Il mercato era un luogo importante per l'economia della confederazione a causa del baratto. In quella zona venivano scambiati beni di ogni tipo, dai prodotti di prima necessità ai prodotti di lusso. L'abbondanza di sale, smeraldi e carbone rese questi minerali una valuta de facto. La civiltà aveva sviluppato un sistema di irrigazione completo per far fronte al problema agricolo.

## Lingua
Le lingue parlate dai Muisca appartengono al gruppo chibcha-paezano o macro-chibcha che include alcune regioni dell'America centrale e la parte settentrionale dell'America meridionale. I Tayrona e gli U'wa, correlati alla cultura muisca, parlavano lingue simili, che rese possibile lo scambio di beni tra i diversi popoli. Molte parole della lingua chibcha sono entrate a far parte dello spagnolo colombiano:
- geografia: alcuni nomi di località e regioni sono rimasti, spesso in combinazioni come Santafé de Bogotà. La maggior parte delle città dei dipartimenti di Boyacá e Cundinamarca hanno nomi chibcha.
- natura: i frutti come la curuba e uchuva.
- famiglia: il bambino più piccolo nella famiglia viene chiamato cuba se maschio, china se femmina.

## Religione
I sacerdoti muisca venivano istruiti sin dall'infanzia nelle cerimonie religiose principali. A nessun altro oltre a loro era permesso di entrare nei templi. La religione muisca originalmente includeva il sacrificio umano, ma questa pratica era probabilmente già caduta in disuso da tempo prima dell'arrivo degli spagnoli. Ogni famiglia offriva un bambino ai sacerdoti, i quali lo trattavano come sacro fino all'età di 15 anni, e in seguito veniva offerto a Sue, il dio sole. Oltre alle attività religiose i sacerdoti esercitavano la propria influenza sulla gente, dando consigli riguardo all'agricoltura o alla guerra.

### Culto del Sole
Pur non avendo un calendario preciso, i Muisca conoscevano esattamente il periodo in cui avviene il solstizio d'estate (21 giugno). Quel periodo era il giorno di Sue, il dio Sole. Il tempio di Sue si trovava a Sogamoso, la città sacra del dio sole e luogo in cui abitavano gli iraca, i sacerdoti. Il nome della città, Suamox o Sugamuxi significa "La Città del sole". Lo zaque giungeva in quel giorno alla città sacra, dove si facevano offerte. Quel giorno era l'unico dell'anno in cui la gente poteva vedere il volto dello zaque, considerato un discendente del dio sole.

### Mitologia
La mitologia dei Muisca è stata documentata a fondo, principalmente a causa del fatto che il territorio abitato da questa cultura diventò la sede dell'amministrazione coloniale del Nuovo Regno di Granada. Questo permise ai cronisti delle Indie Occidentali di permanere a Bogotà, interessandosi alle tradizioni e agli aspetti culturali dei nativi.
- Xué o Sue (il dio sole): era il padre del pantheon muisca. Il suo tempio era situato a Sogamoso, la città sacra del sole. Era la divinità più riverita, specialmente dalla confederazione comandata dallo zaque, che veniva considerato discendente di Sue.
- Chía (la dea luna): il tempio dedicato a lei era in ciò che oggi è la città di Chía. Questa dea era riverita dalla confederazione dello zipa, che veniva considerato suo figlio.
- Bochica: questo personaggio misterioso non era propriamente un dio, ma era comunque considerato come tale. Come altre figure mitologiche di altre culture, potrebbe essere un capo o un eroe ritenuto molto importante nelle tradizioni tramandate oralmente. Si diceva che la terra veniva inondata da Huitaca, una bella e malvagia donna, oppure da Chibchacum, protettore dei contadini. Poi venne l'arcobaleno e sopra di esso giunse un uomo bianco, con una barba. Bochica (questo era il suo nome) ascoltò le proteste dei Muisca riguardo agli allagamenti, e con il suo bastone ruppe due rocce sul bordo delle cascate Tequendama, con l'acqua che uscì formando la cascata. Bochica punì Huitaca e Chibchacum, facendo diventare la donna un gufo costretto a portare il cielo sulle spalle, e costringendo Chibchacum a portare la terra.
- Bachué: la madre della gente muisca. La leggenda racconta che una donna venne fuori dal Lago Iguaque con un bambino. Lei, Bachué, si sedette sulla riva del lago aspettando che il suo figlio crescesse. Quando il bambino diventò abbastanza grande, si sposarono ed ebbero molti bambini. Questi bambini erano la gente Muisca. Bachué insegnò loro a cacciare, a diventare contadini, a rispettare le leggi e ad adorare gli dei. Bachué venne chiamata anche Furachoque ("donna buona" in chibcha). Quando i bambini divennero vecchi, Bachué e suo figlio-marito decisero di tornare alle profondità del lago. Quel giorno i Muisca diventarono tristi, ma allo stesso tempo contenti perché sapevano che la loro madre era contenta. Altre versioni della leggenda spiegano che dopo essersi immersa nel lago, Bachué andò in cielo, diventando Chía, mentre in altre versioni ancora Chia e Bachué non sono la stessa entità.

## Architettura

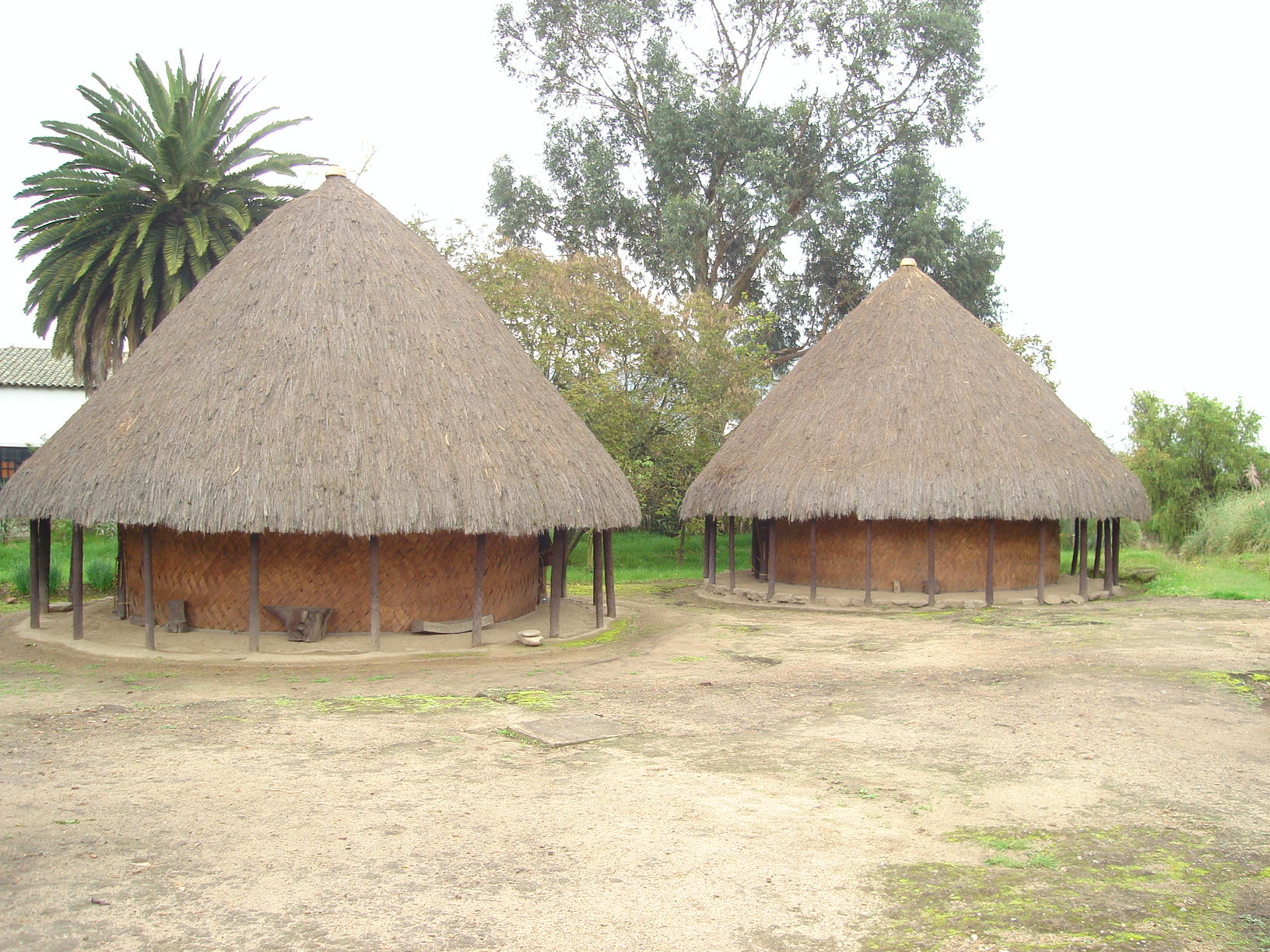
Modello di antiche case muisca nel museo archeologico di Sogamoso.

La gente muisca non fece mai delle grandi strutture in pietra. Non usavano la roccia per creare monumenti, a differenza di quanto accadde con altre culture americane. Le loro case venivano costruite con materiali semplici, come argilla, canne e legno. Le case avevano una forma conica, e Gonzalo Jiménez de Quesada, fondatore di Bogotà, diede il nome alla Valles de los Alcázares per questo motivo. Le costruzioni avevano piccole porte e finestre, e le case della gente di alto rango erano diverse. I Muisca non usavano una gran quantità di mobilia e si sedevano a terra.

## Arte
L'arte dei Muisca rispecchia quella predominante all'interno del gruppo di tribù chibcha, ossia si distingue per la produzione di oggetti in oro e dalle loro tombe a pozzo, gli archeologi hanno recuperato elmi, spille ornamentali, maschere e brocche, teste di scettri, piastre pettorali caratterizzate dalla raffigurazione di aquile. Anche le armi e gli utensili più semplici venivano realizzati in oro Le figure spesso rappresentano principi sepolti e sono contraddistinte dalla forma angolosa e piatta e dai lineamenti ottenuti grazie all'aggiunta di filo saldato. Il materiale lavorato non era proprio l'oro allo stato puro, quanto piuttosto la tumbaga, una lega di oro e rame, preferibile per la sua estrema facilità di lavorazione e per il suo particolare colore.

## Sport
La cultura muisca dava una certa importanza allo sport; anche ai giorni nostri i discendenti praticano il gioco turmequé tejo. Molto importante erano anche i tornei di lotta. Il vincitore riceveva una coperta di cotone dal capo e poteva diventare un güeche (guerriero).

## Ricerche sui Muisca
Gli studi effettuati sulla cultura muisca sono abbondanti e hanno una lunga tradizione. Le prime fonti vengono dai cronisti delle Indie Occidentali, il cui lavoro durò per tre secoli durante l'esistenza del Nuovo Regno di Granada. Dopo le guerre di indipendenza nel 1810 ci fu un aumento dell'interesse per lo studio della loro cultura. I colombiani stabilirono la capitale della loro repubblica a Santafé, che allo stesso tempo era la capitale della confedereazione dello zipa, Bacatá. L'interesse politico era quello di affermare che quel luogo era veramente la culla di una civiltà avanzata, la cui consolidazione era stata interrotta dalla conquista spagnola.
Questo fenomeno sociale di ricerca di una identità fece però in modo che si diede maggiore importanza alla cultura muisca, tralasciando le altre tribù native della zona, che venivano viste come gente selvaggia. Si arrivò alla conclusione sbagliata che i Muisca abitassero una terra in gran parte vuota, e tutto ciò che veniva trovato veniva attribuito ai Muisca. Il presidente Tomás Cipriano de Mosquera invitò nel 1849 il cartografo italiano Agustín Codazzi, che condusse la Commissione Geografica con Manuel Ancízar e descrisse studi sul territorio nazionale e sui siti archeologici.
Il risultato della spedizione venne pubblicato a Bogotà nel 1889 con il titolo Peregrinación Alfa.
Argüello García spiegò che lo scopo di quella spedizione, nel contesto della nuova nazione era di sottolineare la civiltà pre-ispanica, e in quel senso si concentrarono sulla cultura Muisca come modello principale.
Un simile punto di vista si può trovare nei lavori di Ezequiel Uricoechea, Memorias sobre las Antigüedades Neogranadinas. Pareri contrari si possono vedere nello scritto di Vicente Restrepo, Los chibchas antes de la conquista española che li mostra come barbari. Miguel Triana, nel suo lavoro La Civilización Chibcha suggerì che per esempio i simboli artistici sulla roccia erano nient'altro che scritture. Wenceslao Cabrera Ortíz, che ha proposto altre cose sui Muisca e sulle altre civiltà pre-ispaniche in Colombia, concluse che la gente Muisca erano migrati verso le terre alte. Nel 1969 pubblicò Monumentos rupestres de Colombia e i rapporti di Correal, Hurt e Van Der Hammen riguardo a degli scavi presso El Abra. La pubblicazione aprì nuovi orizzonti agli studi delle culture pre-ispaniche in Colombia, secondo Argüello.